# マリー・アンジェリク・ド・フォンタンジュ
マリー・アンジェリク・ド・スコライユ・ド・ルシーユ（Marie Angélique de Scorailles de Roussille, 1661年 - 1681年6月28日）は、フランス王ルイ14世の愛妾。フォンタンジュ公爵夫人（Duchesse de Fontanges）の称号を授けられた。
王弟オルレアン公フィリップの妃エリザベート・シャルロットの侍女として、宮廷に出入りしていたところを、1679年にルイに見初められた。アンジェリクは、当時の絵画のモデルにすぐなってしまうほどの美女だったが、頭が良いとはいえなかった。ルイが彼女に公爵夫人の称号を与えた時には、既にアンジェリクは妊娠中だった。彼女はその後、急病で子供を死産した。のち、彼女は宮廷を出て修道院へ入った。多くの宮廷の人々は、アンジェリクはモンテスパン侯爵夫人に毒を盛られたのだと噂した。アンジェリクは、1681年6月にポール・ロワイヤルで死んだ。
『フォンタンジュ』とは、17世紀後半から18世紀前半にかけ、女性が被った装飾品の名前である。この名前はアンジェリクに由来する。乗馬中に誤って帽子をなくしてしまい、アンジェリクはリボンで髪を縛ったといわれている。